# 泰晤士世界地图集
泰晤士世界地图集（英語：The Times Atlas Of The World），在第十一版更名为泰晤士世界地图集：综合版（英語：The Times Atlas of the World: Comprehensive Edition），而于第十二版又再次更名为泰晤士综合世界地图集（英語：The Times Comprehensive Atlas of the World），是一本由哈珀柯林斯出版的大型综合世界地图集，最近出版的一本是于2023年出版的第十六版。

## 版本

### 第一系列（1895~1900）
第一个系列是在1985年出版的《泰晤士地图集》，更多的地图集被印刷是1900年的事。这第一本是由泰晤士报在伦敦的办公室出版的，它有117页和带130000字的地名索引。而Cassell 的地图集使用了第二版（1887 年）在莱比锡印刷的英文地图；以及第三版的一些地图（1893)，出版商 Velhagen & Klasing 的德国Andrees Allgemeiner Handatlas就是基于第二和第三版绘制而成的 。

### 第二系列（~1920）
第二系列的开始（包括结束）是于1920年出版的世界调查地图集，是在约翰·乔治·巴塞洛缪 (John George Bartholomew)的指导下在爱丁堡地理研究所编制的。它包含 112 张双页地图，包含 200,000 个地名，尺寸为 47 厘米 × 33 厘米。

### 第三系列（~1967）
第三系列是基于第二系列的基础上绘制而成的，是巴塞洛缪著名的五卷本 19"×12" 对开大地图集，共 120 个板块，八种颜色，大部分地图为双页，有超过 200,000 个名字。该集于 1955–59 年作为《泰晤士世界地图集》发行。中世纪版由伦敦泰晤士出版有限公司出版，（第一卷：世界、澳大利亚和东亚。第二卷：西南亚和俄罗斯。第三卷：北欧。第四卷：南欧和非洲。第五卷：美洲；然而，实际上第三到第五卷首先出版。）1957 年 7 月的美洲卷广告表明地图包括最新增添的一些内容，包括圣劳伦斯航道，最新的联邦和州际公路系统、火箭发射场和原子能设施。
1967 年，作为《泰晤士报世界地图集》出版了一个版本（其中地图背对背印刷——有些地图的比例略小） 。综合版（附1992年第9版地图123页）。此版本还出现了德文、荷兰文和法文译本。它的介绍是这样写的：“中世纪版的下一个版本在这一卷中，这部作品包含更多细节，以及相当多的附加材料，没有损失比例，这是通过在双面印刷来实现，使用较窄的边距，并包括一个索引。进行了一些修订和改进；尾页显示世界的哪些地区被哪些板块覆盖；国际词汇表给出了常见名称的英文等价物。卫星的一些调查发现包括在内。”

### 第四系列（~现在）
基于1967年版本的于1999年绘制的第十版，又称千禧年版，实质上是第四系列的其中一个代表，是世界上第一本完全由计算机绘图所制作的《泰晤士世界地图集》，这一版本由伦敦泰晤士出版社出版（124 张地图）。内容在规模或排列上略有不同。

#### 第十版（1999年）
据伦敦泰晤士出版社称，这是自中世纪版以来第一个全新版本的地图集，也是第一个用数字（电脑）来制作的地图集。

#### 第十一版（2003年）
此版本的大部分数据由Folio Society提供，采用半皮的面料装订。

#### 第十二版（2007年）
对以前版本的更改包括有20,000张新地图，包括3,500次地名更改、全新的阿拉斯加和加拿大西北部地图、首次展示废弃定居点、大陆的新卫星图像、所有国家的社会经济的修订、生物多样性和环境的统计数据和新报道，在国家方面，南斯拉夫（塞尔维亚和黑山）分裂成不同的国家。缅甸的国家首都是内比都、瓜德罗普的首都马丁、新的世界遗产、中国格尔木至拉萨铁路全长1118公里的开通，这是世界上最高的铁路。中国连接上海和小洋山深水港的32.5公里跨海的东海大桥的开通。
2008 年还推出了豪华版，由伦敦的 Book Works Studio 装订。

#### 第十三版（2011年）
格陵兰地图描绘的冰盖比 1999 年版少了 15%。许多冰川学家和气候科学家对这一说法提出异议。斯科特极地研究所的研究人员写道：“在地图集中绘制为无冰区域的相当大一部分显然仍然被冰覆盖。据我们所知，已发表的文章中没有支持这一说法的证据科学文献。这是一个非常糟糕的映射错误。” 伦敦泰晤士出版社承认“该地图不符合《泰晤士世界地图集》力求坚持的一贯的准确性和可靠性的高标准”，并设计了一张新地图，该地图现在作为地图集的插页包含在内；它也可以免费下载。

#### 第十四版（2014年）
新版本的更改包括“5000 个地名更改，最显著的是在日本、巴西、韩国、台湾和西班牙。更新了国家公园和保护区，包括卡万戈赞比西河跨境保护区 (KAZA TFCA)，这是世界上最大的自然保护区。世界上增加了 50 多个主要瀑布。”地缘政治变化包括“根据国际法院的裁决重新调整布基纳法索和尼日尔之间的一段国际边界。布基纳法索、科特迪瓦、肯尼亚和马达加斯加的新行政结构，以及添加了长期提议的新印度 Telangana 州。根据新的人口普查信息更新了巴西城镇的人口。克里米亚周围有争议的边界。”
新功能包括“南极和北冰洋冰下特征的新地图。所有大陆地图显示土地特征，这为政治绘图提供了有用的对比。关于生物多样性和气候变化的插图文章。地图的力量 –这个新部分说明了地图对我们所有生活的影响。”

#### 第十五版（2018年）
2018年出版，目前无最新信息。

## 外部鏈接
- 官方网站